# Chalybs lineata
Chalybs lineata is een vlinder uit de familie van de Lycaenidae. De wetenschappelijke naam van de soort werd als Thecla lineata in 1936 gepubliceerd door Percy Lathy.